# Tachyspiza
Tachyspiza és el nom d'un gènere de rapinyaires de la família dels accipítrids (Accipitridae) i l'ordre dels accipitriformes. Les espècies que conté aquest gènere anteriorment estaven classificades a Accipiter.

## Taxonomia
El gènere Tachyspiza va ser introduït l'any 1844 pel naturalista alemany Johann Jakob Kaup amb Falco soloensis Horsfield ( esparver granoter ) com a espècie tipus. El nom combina dos mots del grec antic: ταχυς ( takhus ) que significa "ràpid" i σπιζιας (spizias) que significa "falcó".
Segons el Congrés Ornitològic Internacional (versió 14.2, 2024) el gènere conté 27 espècies:
- Tachyspiza badia - esparver xikra.
- Tachyspiza butleri - esparver de les Nicobar.
- Tachyspiza brevipes - esparver grec.
- Tachyspiza soloensis - esparver granoter.
- Tachyspiza francesiae - esparver de Frances.
- Tachyspiza trinotata - esparver cuatacat.
- Tachyspiza novaehollandiae - astor gris.
- Tachyspiza hiogaster - astor variable
  - inclou la subespècie Tachyspiza hiogaster sylvestris - astor de l'illa de Flores.
- Tachyspiza fasciata - astor australià.
- Tachyspiza melanochlamys - astor negre-i-vermell.
- Tachyspiza albogularis - astor emmantellat.
- Tachyspiza haplochroa - astor de Nova Caledònia.
- Tachyspiza rufitorques - astor de les Fiji.
- Tachyspiza henicogramma - astor de les Moluques.
- Tachyspiza luteoschistacea - esparver de Nova Bretanya.
- Tachyspiza imitator - astor imitador.
- Tachyspiza poliocephala - astor capgrís.
- Tachyspiza princeps - astor de Nova Bretanya.
- Tachyspiza erythropus - esparver menut cama-roig.
- Tachyspiza minulla - esparver menut africà.
- Tachyspiza gularis - esparver menut del Japó.
- Tachyspiza virgata - esparver menut de flancs rogencs.
- Tachyspiza nanus - esparver menut de Sulawesi.
- Tachyspiza erythrauchen - esparver de les Moluques.
- Tachyspiza cirrocephala - esparver australià.
- Tachyspiza brachyura - esparver menut de Nova Bretanya.
- Tachyspiza rhodogaster - esparver pit-rovellat.

Estudis filogenètics moleculars van trobar que el gènere Accipiter era polifilètic i es va proposar reordenar les seves espècies en 5 gèneres monofilètics. El 2024, el COI  aprovà la segmentació d'Accipiter. Per a tal fí, Tachyspiza fou recuperat i hi traslladà les 27 espècies esmentades.